# Robertsonville
Robertsonville est une ancienne municipalité de village du Québec qui a été annexée à la ville de Thetford Mines en 2001, dans la MRC des Appalaches et dans la région administrative de la Chaudière-Appalaches. Elle est aujourd'hui un secteur de la ville de Thetford Mines. La population de cette ancienne municipalité a été estimée à 1 705 en 2001.

## Toponyme
Le nom fait référence à Joseph Gibb Robertson qui était président de la Quebec Central Railway, leur chemin de fer traversant le territoire du village depuis la fin du 19e siècle. Monsieur Robertson fut plus tard le maire de la ville de Sherbrooke.

## Histoire
Bien que fondé officiellement en 1909, la localité a vu le jour en 1883 afin de loger des travailleurs des mines d'amiante de la région. Dès lors, plusieurs services sont mis en place à la suite de la constitution de la municipalité, un système d'aqueduc et un système de protection contre les incendies voient le jour en 1910, l'éclairage public des rues a lieu en 1938 alors que la compagnie Bell installe la première ligne téléphonique en 1950.

## Administration
| Période | Période | Identité          | Étiquette | Qualité |
| ------- | ------- | ----------------- | --------- | ------- |
| 1909    | 1912    | Georges Rousseau  |           |         |
| 1912    | 1912    | Ovide Lessard     |           |         |
| 1912    | 1914    | Arthur Fillion    |           |         |
| 1914    | 1917    | Joseph Turgeon    |           |         |
| 1917    | 1918    | J. A. Audet       |           |         |
| 1918    | 1919    | Thomas Richard    |           |         |
| 1919    | 1921    | Damase Bilodeau   |           |         |
| 1921    | 1925    | Léonidas Beaudoin |           |         |
| 1925    | 1927    | Louis Richard     |           |         |
| 1927    | 1929    | Alphonse Giguère  |           |         |
| 1929    | 1931    | Charles Fortin    |           |         |
| 1931    | 1933    | Aramis Talbot     |           |         |
| 1933    | 1935    | Émile Fortin      |           |         |
| 1935    | 1937    | Charles Fortin    |           |         |
| 1937    | 1939    | J. A. Lambert     |           |         |
| 1939    | 1941    | Octave St-Laurent |           |         |
| 1941    | 1945    | J. A. Lambert     |           |         |
| 1945    | 1957    | Charles Lacroix   |           |         |
| 1957    | 1965    | Jérémie Labonté   |           |         |
| 1965    | 1973    | F. Liboire Landry |           |         |
| 1973    | 1987    | Fernand Lehoux    |           |         |
| 1987    | 2001    | Guy Laplante      |           |         |

## Chronologie
- 26 juillet 1909 : Création du village de Robertsonville de la scission du canton de Thetford.
- 17 octobre 2001 : Le village de Robertsonville est annexé à la ville de Thetford Mines.